# Walończycy
Walończycy, także: walonowie – poszukiwacze minerałów i rud opisani przez średniowieczne i późniejsze legendy mieszkańców gór środkowoeuropejskich. Nazwanie profesji nieodnoszące się do narodu Walonów. W Karkonoszach gospodarka turystyczna nawiązała do legendy i często korzysta z nazwania.

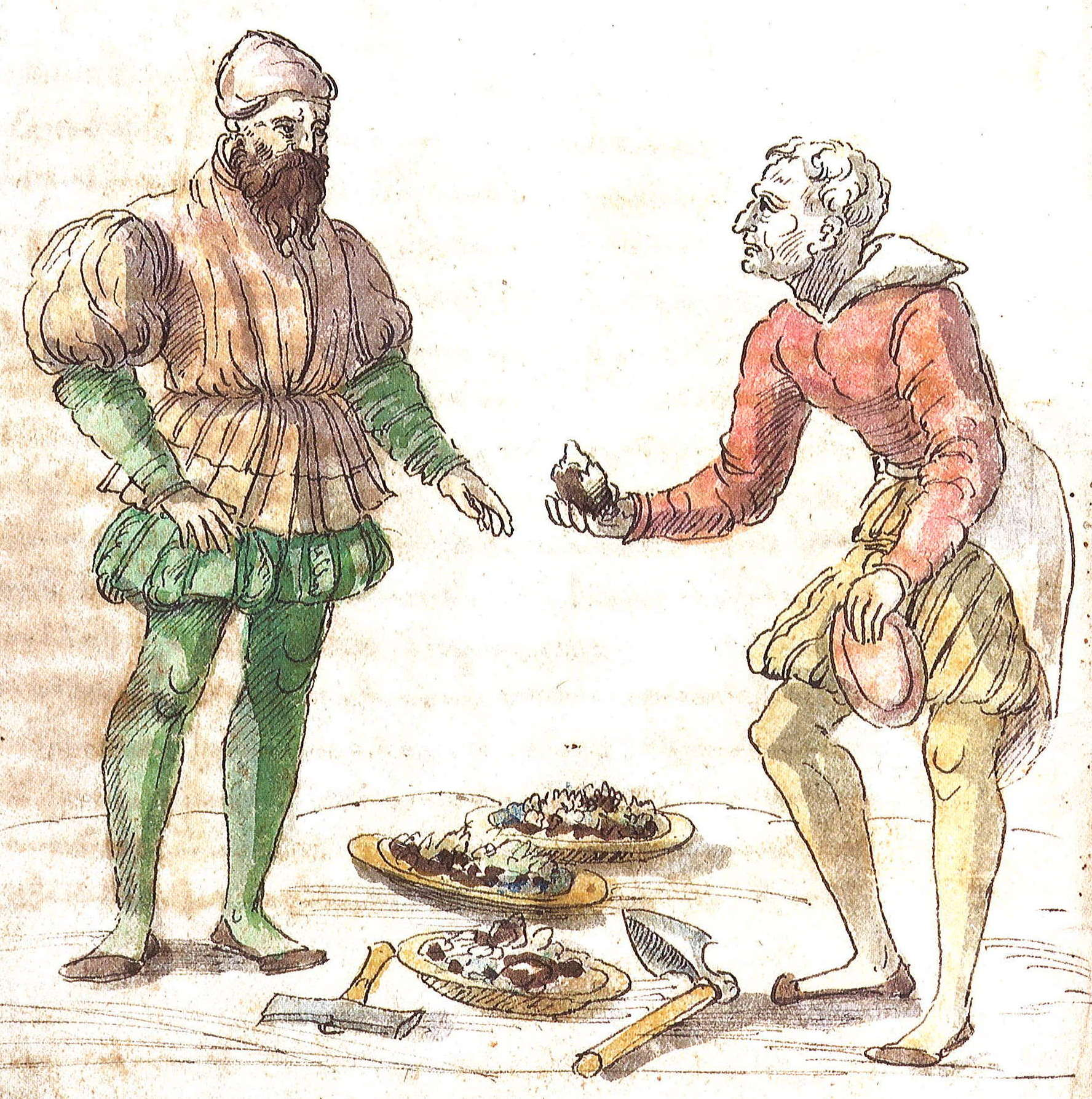
Znawca minerałów – ilustracja ze Schwazkiej ksiegi gorniczej, 1556

W niemieckojęzycznych siedliskach górskich nazywano poszukiwaczy Venediger albo Walen, nazwa pochodna od Welsche, określająca obcokrajowców, najczęściej ludzi mówiących językami romańskimi. Według ówczesnych dokumentów i legend mieli pochodzić z Włoch, Francji czy Hiszpanii. Rzekomi gwarkowie złota i kamieni szlachetnych posługiwali się nie tylko obcym dla Niemców językiem, ale także niezrozumiałymi znakami i zachowaniem. Mają od nich pochodzić zapisy i księgi walońskie opisujące rzekome dojścia do skrytych skarbów i bogatych pokład rud.

## Publikacje
- Erich Bohn, Der Spuk von Oels und von den Walen und den Schätze des Zobten (1918)[4]